# Anxin
Anxin, även romaniserat Ansin, är ett härad som lyder under Baoding i Hebei-provinsen i norra Kina.